# Малиновка 1-я (Тамбовская область)
Малиновка 1-я — деревня в Тамбовском районе Тамбовской области России. Входит в Комсомольский сельсовет. 

## География
Расположена на реке Челновая, у северо-западных окраин города Тамбова. 
Примыкает на западе к одноимённому микрорайону Малиновка, входящему как эксклав в городскую черту Тамбова. К западу от этого микрорайона находится деревня Малиновка 2-я соседнего Челнавского сельсовета.

## История
Деревня упоминается в документах ревизской сказки 1816 года под названием: «Деревня Малиновка, Челновая тож».
Деревня принадлежала поручице Екатерине Андреевой, дочери Козлова, за которой было записано крепостных крестьян: мужского пола — 17, женского пола — 20 человек (домов — 7). Среди крестьян были: Терентьев Дмитрий, Ермаков Василий, Васильев Никита, Самойлов Василий.

## Население
| 2002 | 2010 |
| ---- | ---- |
| 985  | ↘465 |

### Национальный состав
Согласно результатам переписи 2002 года, в национальной структуре населения русские составляли 94 % от жителей.